# 바른손이앤에이
바른손이앤에이(Barunson E&A)는 대한민국의 콘텐츠 회사이다. 1996년 12월 20일 설립되었고, 2014년 5월 사명 변경하였다가, 온라인 및 모바일 게임 개발업, 영화제작업을 주요 사업으로 삼았다. 현재 대표이사는 문양권과 곽신애이다. 영화 《기생충》의 제작사이기도 하다.

## 관계사
- 스튜디오 8
- 엔엑스 게임즈
- 이브이알 스튜디오
- 비이앤에이
- 스텝파이브

## 같이 보기
- 바른손